# Diplazium serrulatum
Diplazium serrulatum är en majbräkenväxtart som först beskrevs av William Roxburgh och som fick sitt nu gällande namn av Thomas Moore.
Diplazium serrulatum ingår i släktet Diplazium och familjen Athyriaceae. Inga underarter finns listade i Catalogue of Life.